# Папеса Іванна
Папеса Іванна — легендарна особистість, жінка, яка нібито займала папський престол під іменем Іван VIII. У прийнятому списку римських пап ім'я Іван VIII носить реальний папа, що правив дещо пізніше — в 872–882 роках.

## Історія легенди

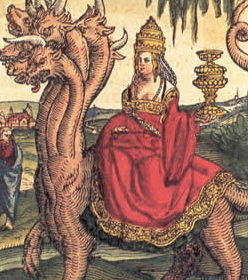
Папесса Іванна в образі Вавилонської блудниці

За найпоширенішою версією, наступницею папи Лева IV, що помер у 855 році, була така собі Іванна Англік. Левова наступниця справила велике враження на курію своїми вченими проповідями, бо ж училася в Афінах, але через два роки призвела до великого скандалу, померши в пологах на римькій вулиці. Цю оповідку можна простежити до твору ченця-домініканця Марціна Полона з Тропау (бл. 1200—1278), що подає події як доведений факт. На його «Chronicon summorum pontificum imperatorumque» (укр. «Загальну хроніку пап та імператорів») посилався не один автор. За іншим варіантом легенди, папеса Іванна була наступницею Віктора III, що помер 1087 р. У цьому разі вона виявила свою стать, народивши дитину, коли сідала верхи на коня. Її миттю припнули до конячого хвоста й каменували до смерті. Ця оповідка з'явилась у «Загальній хроніці Майнца», яку написав ще один винахідливий домініканець — Жан де Маї, теж у середині XIII ст.
Впродовж сторіч у цих вигадках ніхто не сумнівався. Зокрема, у них вірили і Петрарка, й Бокаччо. У Сієнському соборі серед постатей інших пап стоїть і статуя папеси Іванни. Коли на Констанцькому соборі Ян Гус посилався на неї як на приклад церковних неподобств, його ніхто не виправив. Також стверджується, що загадковий пам'ятник поблизу церкви Сан-Клементе в Римі, на місці, де папеса начебто народила дитину, стояв непорушно аж до 1560-х роках. 1554 року вийшли друком лат. «Annales» баварця Авентина, де висловлено сумніви щодо вигадки про існування папеси. Остаточно спростував історичність тієї легенди французький протестант Давид Блондель у своїх трактатах 1647 і 1657 рр.